# Neoregostoma spinipenne
Neoregostoma spinipenne là một loài bọ cánh cứng trong họ Cerambycidae.